# Bồ tát

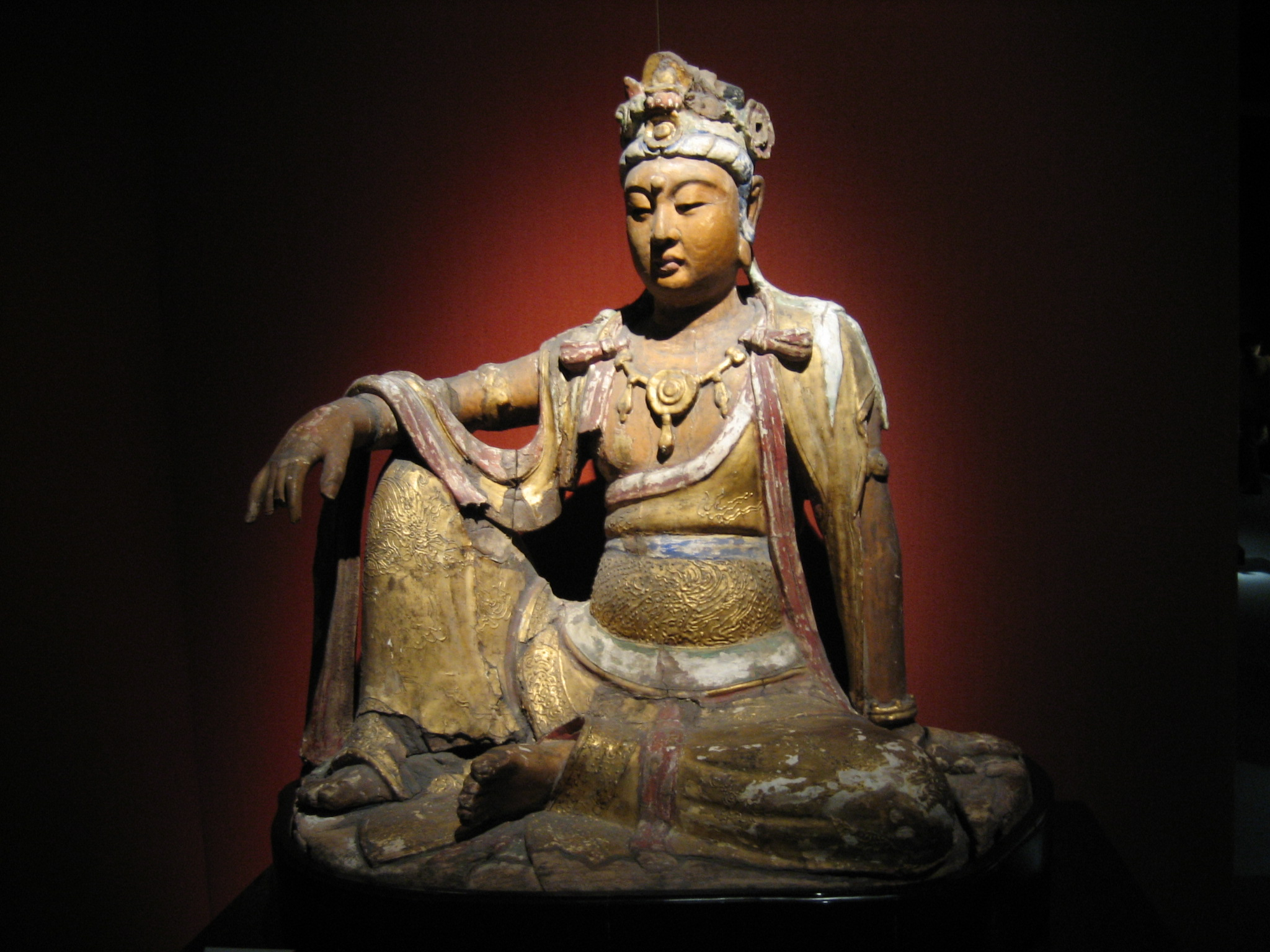
Tượng Bồ Tát bằng gỗ ở Trung Quốc

Bồ-tát, đầy đủ là Bồ-đề-tát-đóa, dịch ý là Giác hữu tình (覺有情) hoặc Đại sĩ (大士), là một người đang trên con đường đạt tới trạng thái giác ngộ trong Phật giáo hoặc Phật thành.
Bồ-tát trong Tam thập tam thiên thế giới, cứu giúp chúng sinh bằng hạnh Bồ-tát (Bồ-tát Maha tát). Bồ-tát thực hành ba mươi pháp Ba-la-mật-đa (theo quan điểm của Phật giáo Thượng Tọa bộ) hoặc sáu pháp Ba-la-mật-đa (theo quan điểm của phần lớn bộ phận Phật giáo Đại thừa). Trong Kinh văn Nikaya, Bồ-tát là thuật ngữ dùng để nhắc đến Phật Thích-ca Mâu-ni trước khi giác ngộ trong khi ở văn bản Đại thừa, Bồ-tát được sử dụng để gọi bất kỳ chúng sinh nào phát Bồ-đề tâm thành Phật như Bồ-tát Quán Thế Âm, Bồ-tát Địa Tạng, Bồ-tát Phổ Hiền.

## Tu tập
Bồ-tát muốn tu tập trên con đường Bồ-tát đạo để trở thành Phật, dù cho theo Nam tông hay Bắc tông, thì cần phải có đại nguyện rộng lớn vì lợi ích của chúng sinh (được một vị Phật thụ ký) và có kiến thức Phật pháp thiện xảo như Tứ diệu đế, Duyên khởi, Nhân quả...

### Phật giáo Nam tông
Theo quan điểm Nam tông, để được một vị Phật thụ ký thì chúng sinh cần phải thỏa mãn tám điều kiện: (1) là con người, (2) là nam nhân, (3) hoàn thiện các điều kiện cần thiết để có thể chứng quả A-la-hán trong kiếp hiện tại, (4) gặp Phật, (5) tu sĩ tin vào thuyết Nghiệp báo hoặc là một tỳ-kheo trong thời kỳ có một vị Phật, (6) có năng lực chứng các tầng thiền định, (7) hành động công đức (có thể xả thân để có thể bảo vệ Đức Phật), (8) có ý nguyện để hoàn thành mục tiêu dù có rơi vào nghịch cảnh. Thời quá khứ về trước, Tu sĩ Sumedha (tiền thân của Phật) đã được Phật Nhiên Đăng thụ ký (Dipamkara) nhờ tám nhân trên. Bồ-tát muốn chứng quả thành Phật vì lòng đại bi (maha-karuna) muốn cứu giúp chúng sinh: "Nếu chứng đạt được Toàn Giác (là một vị Phật), Ta có thể giúp thế gian cùng với chư thiên thần cùng qua sông!".
Bất kỳ Bồ-tát nào muốn tu tập thành Phật thì cần phải thành tựu ba mươi pháp Ba-la-mật trong đó có thập độ: bố thí, trì giới, xuất gia, trí tuệ, tinh tấn, nhẫn nhục, chân thật, quyết định, bác ái, xả và ba cấp độ: hạ, trung và thượng.

### Phật giáo Đại thừa

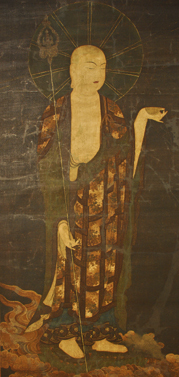
Tranh vẽ Bồ-tát Địa Tạng Vương ở Nhật Bản

Theo quan điểm Bắc Tông, một chúng sinh được Phật thụ ký chỉ cần thỏa mãn điều kiện là phát tâm Vô thượng vì lợi ích của chúng sinh. Bồ-tát lấy chúng sinh làm sự nghiệp của mình. Quan điểm về Bồ-tát theo Đại thừa linh động hơn so với Thượng Tọa bộ. Một vị Bồ-tát phát đại nguyện và thệ thành tựu đại nguyện trước hoặc sau khi chứng quả thành Phật trong khi Phật giáo Thượng Tọa bộ thì chỉ có Phật Toàn giác mới có khả năng cứu độ chúng sinh. Ví dụ như Bồ-tát Địa Tạng Vương thệ nguyện: "Địa ngục vị không, thệ bất thành Phật. Chúng sinh độ tận, phương chứng Bồ-đề." (Chừng nào Địa ngục chưa trống không, tôi thề chưa đắc quả thành Phật. Chúng sinh đều được cứu độ hết, lúc đó tôi mới chứng quả Bồ-đề), như vậy Bồ-tát Địa Tạng phát đại nguyện trên và chỉ thành Phật khi hoàn thành hết đại nguyện đó; trong khi Phật A-di-đà phát 48 đại nguyện khi còn là Bồ-tát và Ngài hoàn thành đại nguyện ấy sau khi chứng Phật quả.

## Trong Đại thừa
Trong các kinh điển Phật giáo Đại thừa, hình ảnh Bồ Tát tương tự như A-la-hán, trong đó A-la-hán thường bị hiểu nhầm là tập trung chủ yếu vào sự giải thoát cho chính mình, xu hướng ít làm lợi nhiều cho chúng sinh, còn Bồ Tát thì có nguyện lực cao cả hơn nhiều, không những tu bổ trí tuệ bản thân mà còn mang lợi ích đến mọi chúng sinh trên con đường giác ngộ.
Thực ra, khái niệm Bồ tát đã được tìm thấy trong các kinh điển Phật giáo nguyên thủy, nhất là khi nói về các tiền thân của Tất-đạt-đa Cồ-đàm (Bản Sinh Kinh). Trong Kinh văn Đại thừa, khái niệm này được phát triển thêm: khi nói đến Bồ Tát, người ta xem đó là tiền thân của các vị Phật tương lai. Đại thừa chia làm hai hạng Bồ Tát: Bồ Tát đang sống trên Trái Đất và Bồ Tát siêu việt. Các vị đang sống trên Trái Đất là những người đầy lòng từ bi, giúp đỡ chúng sinh, hướng về Phật quả.
Bồ Tát siêu việt là người đã thực hạnh các hạnh Ba-la-mật ở mức độ rất cao nhưng chưa nhập Niết-bàn, hoàn toàn bất thối chuyển (không còn thối lui) trên con đường thành Phật, có khả năng tự chủ trong Luân hồi, xuất hiện trong thế gian dưới nhiều dạng khác nhau để cứu độ chúng sinh. Đó là các vị được Phật tử tôn thờ và đảnh lễ, thường là các vị Bồ Tát Quán Thế Âm (觀世音) hay Quan Âm Bồ Tát, Bồ Tát Đại Thế Chí (大勢至), Bồ Tát Văn-thù-sư-lợi (文殊師利), Bồ Tát Phổ Hiền (普賢) và Bồ Tát Địa Tạng (地藏). Năm vị Bồ Tát này gọi là Ngũ hiền.

## Chư vị Bồ Tát
- Bồ Tát Hư Không Tạng (zh. 虛空藏, sa. ākāśagarbha, ja. kokūzō)
- Bồ Tát Quán Thế Âm (zh. 觀世音, sa. avalokiteśvara, ja. kanzeon, bo. spyan ras gzigs སྤྱན་རས་གཟིགས་)
- Bồ Tát Địa Tạng (zh. 地藏, sa. kṣitigarbha, ja. jizō, sa yi snying po ས་ཡི་སྙིང་པོ་)
- Bồ Tát Đại Thế Chí (zh. 大勢至, sa. mahasthāmaprāpta, ja. daiseishi)
- Bồ Tát Di-lặc (zh. 彌勒, sa. maitreya, ja. miroku, bo. byams pa བྱམས་པ་)
- Bồ Tát Văn-thù-sư-lợi (zh. 文殊師利, sa. mañjuśrī, ja. monju, bo. `jam pa`i dbyangs འཇམ་པའི་དབྱངས་)
- Bồ Tát Phổ Hiền (zh. 普賢, sa. samantabhadra, ja. fugen, bo. kun tu bzang po ཀུན་ཏུ་བཟང་པོ་)
- Bồ Tát Kim Cương Thủ (zh. 金剛手, sa. vajrapāṇi, ja. kongōshu, bo. phyag na rdo rje ཕྱག་ན་རྡོ་རྗེ་)
- Bồ Tát Đa la (zh. 多羅, sa. tārā,Tara, Drolma, bo. sgrol-ma སྒྲོལ་མ་)

Ngoài những vị Bồ Tát trên còn có vô lượng các vị Bồ Tát ở hằng hà sa số thế giới khác.

## Hình ảnh ở Việt Nam

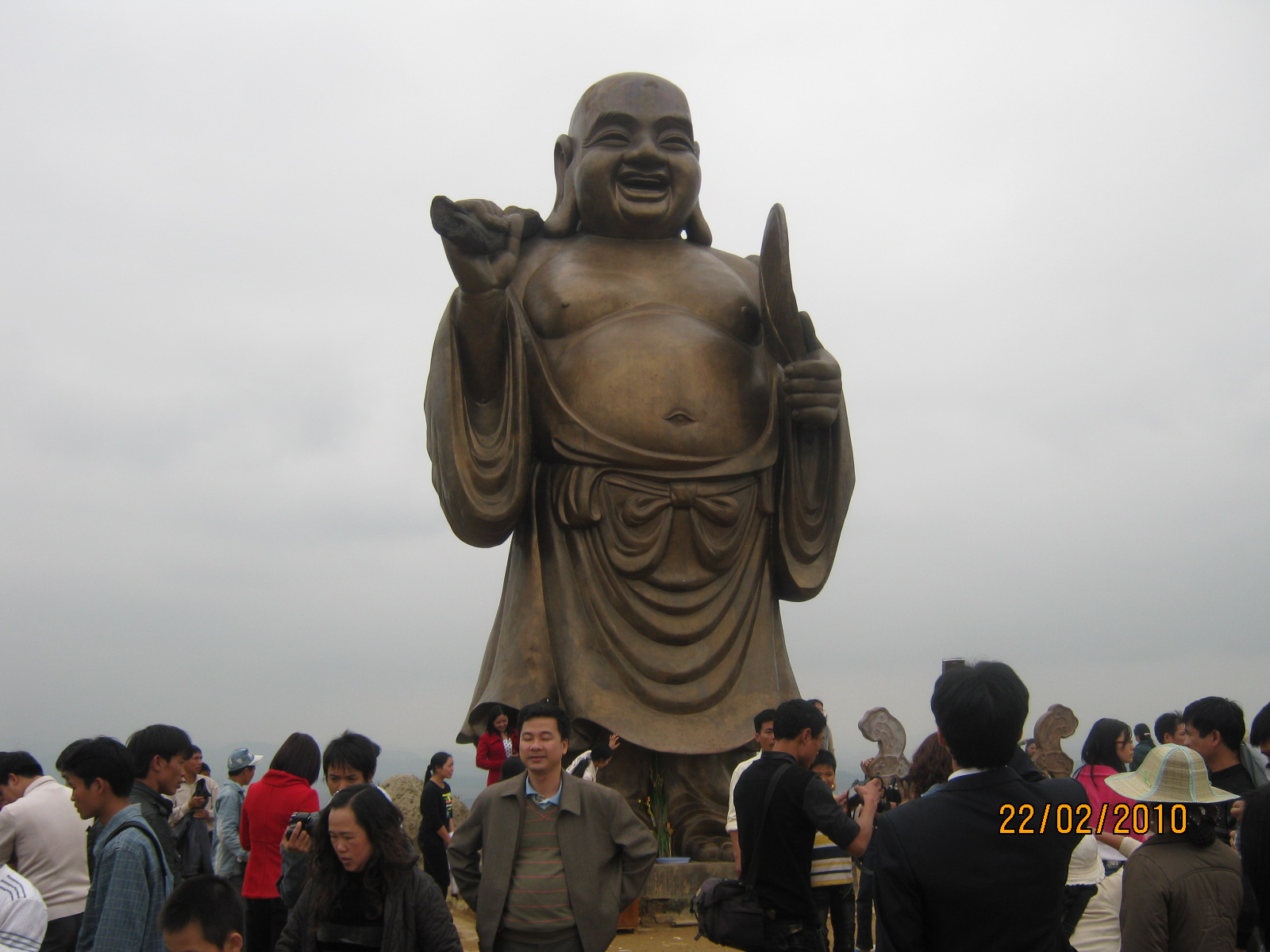
Từ Thị Bồ Tát - Di Lặc Bồ Tát, Bố Đại Hòa thượng